# Lycium parishii
Lycium parishii ist eine Pflanzenart aus der Gattung der Bocksdorne (Lycium) in der Familie der Nachtschattengewächse (Solanaceae).

## Beschreibung
Lycium parishii ist ein 1 bis 3,5 m hoher, vielfach verzweigter Strauch, der mit Stacheln besetzt ist. Seine Laubblätter sind dicht behaart und werden 3 bis 12 mm lang, sowie 1 bis 5 mm breit.
Die Blüten sind zwittrig und fünfzählig. Der Kelch ist glockenförmig und dicht behaart. Die Kelchröhre erreicht eine Länge von 2 bis 3 mm, die Kelchzipfel werden halb so lang bis länger als die Kelchröhre. Die Krone ist eiförmig geformt und blass lavendelfarben mit dunkleren Markierungen gefärbt. Die Kronröhre wird 6 bis 10 mm lang und ist mit 2 bis 3,5 mm langen Kronlappen besetzt. Die Staubbeutel sind im unteren Viertel des freistehenden Bereiches dicht filzig behaart.
Die Frucht ist eine eiförmige, rote Beere mit einer Länge von 4 bis 7 mm und einer Breite von 3 bis 5 mm. Sie enthält sieben bis 15 Samen.
Die Chromosomenzahl beträgt 2n = 24.

## Vorkommen
Die Art ist in Nordamerika verbreitet und kommt dort in den mexikanischen Bundesstaaten Baja California, Coahuila, Nuevo León, San Luis Potosí und Sonora, sowie in den US-amerikanischen Bundesstaaten Arizona und Kalifornien vor.

## Systematik

### Innere Systematik
Innerhalb der Art werden zwei Varietäten unterschieden:
- Lycium parishii var. parishii
- Lycium parishii var. modestum (I.M.Johnst.) F.Chiang

### Äußere Systematik
Innerhalb der Bocksdorne (Lycium) wird die Art nach phylogenetischen Untersuchungen in eine Klade mit anderen nord- und südamerikanischen Arten der Gattung gruppiert. Die Art ist nahe verwandt mit Lycium americanum, Lycium infaustum, Lycium exsertum, Lycium fremontii,  Lycium texanum, Lycium torreyi, Lycium berlandieri, Lycium andersonii, Lycium elongatum, Lycium athium und Lycium minimum.